# Mathieu Bozzetto
Mathieu René Bozzetto (Chambéry, 16 de noviembre de 1973) es un deportista francés que compitió en snowboard, especialista en las pruebas de eslalon paralelo.
Participó en cuatro Juegos Olímpicos de Verano, obteniendo la medalla de bronce en Vancouver 2010, en la prueba de eslalon gigante paralelo, el quinto lugar en Nagano 1998, el sexto lugar en Salt Lake City 2002 y el cuarto en Turín 2006.
Ganó dos medallas de plata en el Campeonato Mundial de Snowboard entre los años 1999 y 2003.

## Medallero internacional
| Juegos Olímpicos   | Juegos Olímpicos         | Juegos Olímpicos  | Juegos Olímpicos         |
| Año                | Lugar                    | Medalla           | Competición              |
| ------------------ | ------------------------ | ----------------- | ------------------------ |
| 2010               | Vancouver (Canadá)       | Medalla de bronce | Eslalon gigante paralelo |
| Campeonato Mundial |                          |                   |                          |
| Año                | Lugar                    | Medalla           | Competición              |
| 1999               | Berchtesgaden (Alemania) | Medalla de plata  | Eslalon paralelo         |
| 2003               | Kreischberg (Austria)    | Medalla de plata  | Eslalon paralelo         |